# Hněvanice
Hněvanice jsou malá vesnice, část obce Chyšky v okrese Písek v Jihočeském kraji. Nachází se asi 4,5 kilometru západně od Chyšek. Hněvanice leží v katastrálním území Branišovice u Ratiboře o výměře 6,86 km².

## Historie
První písemná zmínka o vesnici pochází z roku 1575.
Ves sdílela osudy nedalekých Branišovic. Vesnice patřila k majetku milevského kláštera Po roce 1420 se ves podobně jako nedaleké Branišovice a Záluží připojila k majetku pánů z Rožmberka. Poté ves patřila pod panství švamberské. V roce 1576 byla ves prodaná Kryštofem ze Švamberka Bedřichu Doudlebskému z Doudleb a připojena k jejich nadějkovskému panství. V roce 1637 byly Hněvanice, stejně jako okolní vesnice, prodány Mikulášem Bechyně z Lažan panu Adamu Bedřichovi Doudlebskému z Doudleb. Pak roku 1665 připadly vesnice dědictvím jeho staršímu synu Janovi Doudlebskému. V držení jejich rodu byla ves dalších pět let. Poté byla prodaná a další majitelé se pak často střídali.
Farou náležely Hněvanice do Obděnic, škola bývala v Ratiboři, četnictvo v Chyškách a lékař byl v Milevsku.
V roce 1904 byl založený sbor dobrovolných hasičů.
V roce 1930 zde žilo 138 obyvatel a bylo vedeno 23 domů.

## Obyvatelstvo
| Rok            | 1869 | 1880 | 1890 | 1900 | 1910 | 1921 | 1930 | 1950 | 1961 | 1970 | 1980 | 1991 | 2001 | 2011 | 2021 |
| -------------- | ---- | ---- | ---- | ---- | ---- | ---- | ---- | ---- | ---- | ---- | ---- | ---- | ---- | ---- | ---- |
| Počet obyvatel | 125  | 144  | 146  | 166  | 151  | 138  | 138  | 104  | 122  | 95   | 73   | 41   | 40   | 49   | 39   |
| Počet domů     | 16   | 20   | 21   | 21   | 22   | 22   | 23   | 23   | 23   | 21   | 20   | 20   | 28   | 30   | 32   |

## Obecní správa
Při sčítání lidu v letech 1850–1960 Hněvanice byly osadou obce Branišovice v okrese Milevsko. V letech 1961–1980 byly částí obce Ratiboř v okrese Písek. Od 1. ledna 1981 jsou částí obce Chyšky v okrese Písek.

## Pamětihodnosti
- Kaple na návsi ve vesnici je z první poloviny 20. století. Je zasvěcená Svaté Rodině.[12]
- Před kaplí se nalézá kamenný kříž s Kristem malovaným na plechu.
- Proti Hněvanicům se u komunikace z Petrovic do Milevska nachází vpravo a zhruba v polovině vzdálenosti mezi odbočkou do Hrazan a Hrazánek kamenný Víškův kříž.[13] Kříž nese dataci 1855 na spodním podstavci. Při stavbě silnice byly v tomto místě nalezeny dvě lidské kostry a pohřbeny pod tímto křížem.[6] Tato silnice se stavěla roku 1855.[6] Stavba byla rozdělená úkolově. Každá ves měla postavit určitý úsek silnice.[6] Hněvanický sedlák dostal těžký úsek. Měl srovnat příkrý kopec v místě, kde se říká u Cukavy. Ale rozhodl se vyřešit tento problém snadnějším způsobem. Dozorce, který odvedenou práci přebíral, od něj dostal pytel hrachu. Tak zůstal kopec i nadále těžko sjízdný, až do roku 1939, kdy byla silnice rozšířena a znovu upravena.[6]

## Galerie

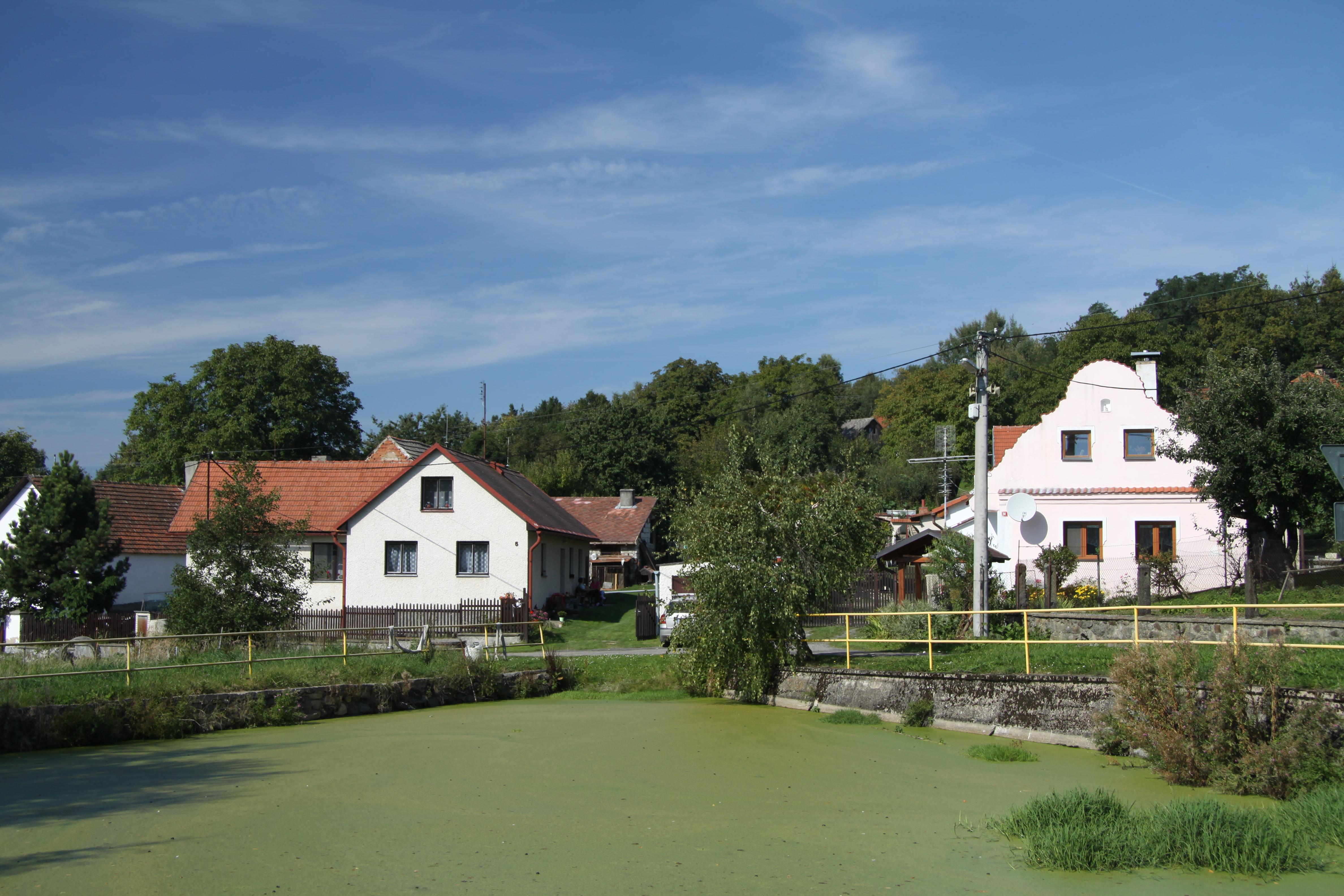
Pohled na část vesnice
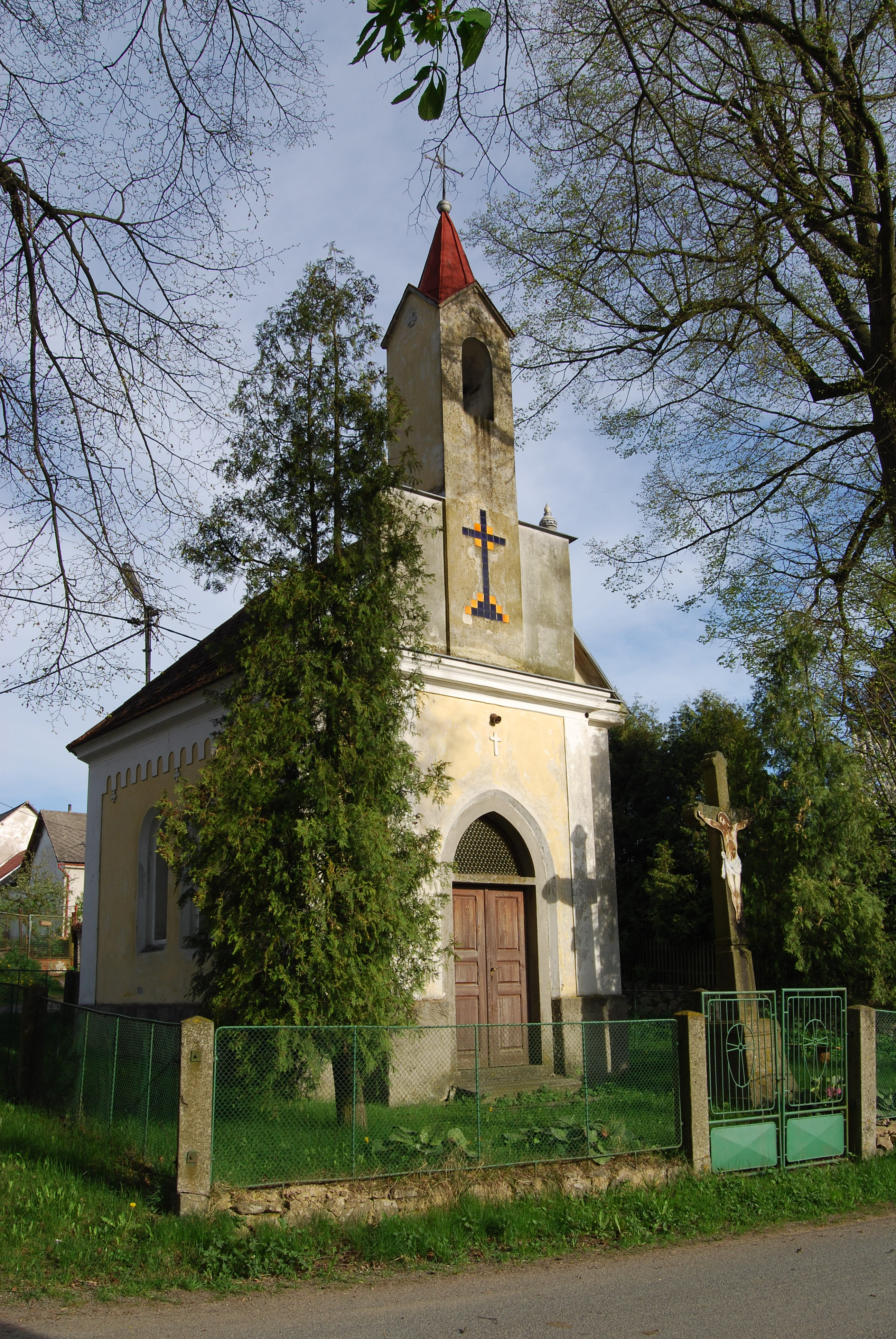
Návesní kaple a kříž
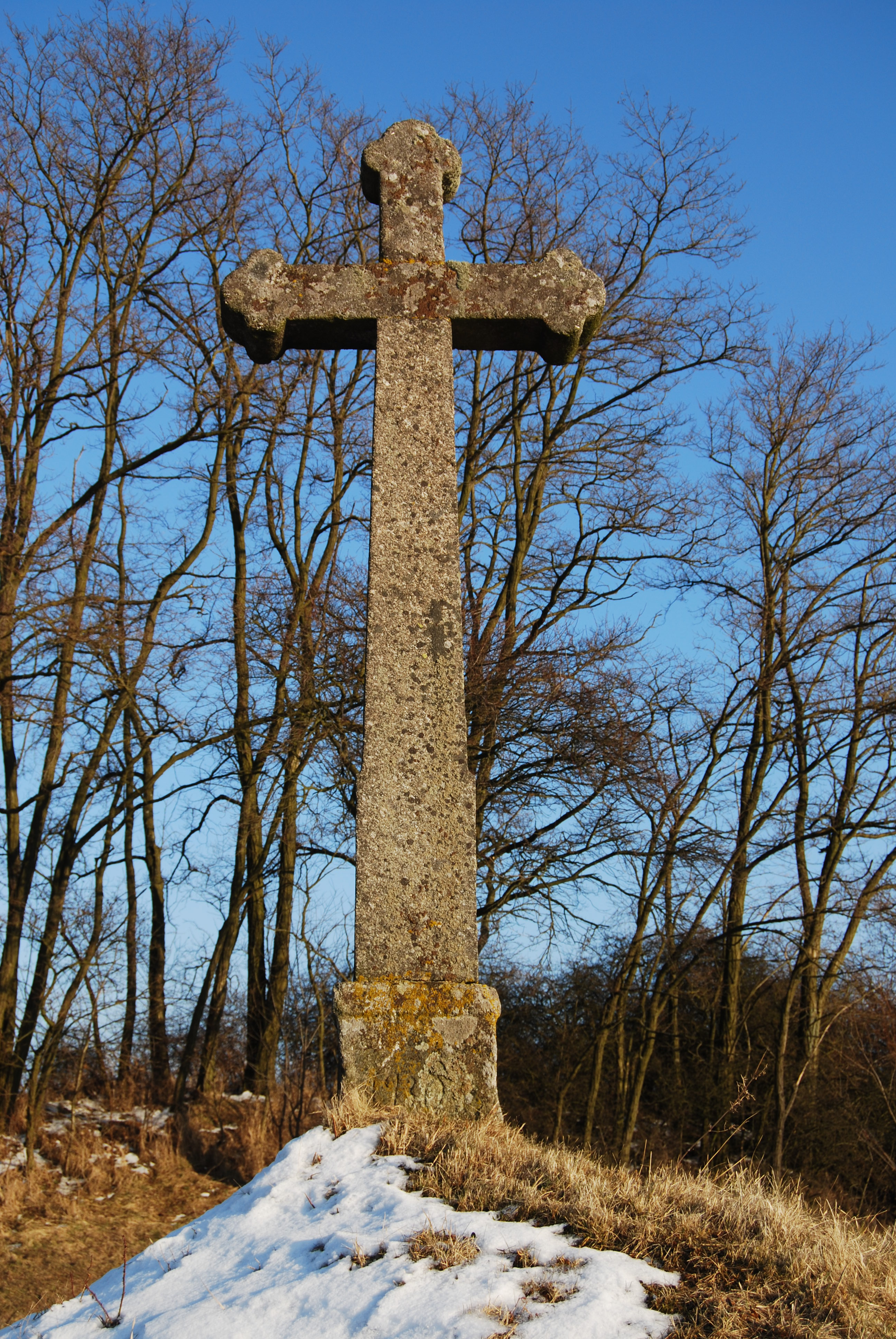
Víškův kříž